# 인간 인공 염색체
인간 인공 염색체(Human Artificial Chromosome, HAC)는 인간 세포 집단에서 새로운 염색체 역할을 할 수 있는 미세 염색체(Microchromosome)이다. 즉, 46개의 염색체 대신 47개의 염색체를 가질 수 있으며, 47번째 염색체는 매우 작다. 천연 염색체를 위한 Mb, 인간 연구자가 도입한 새로운 유전자를 운반 할 수 있다. 이상적으로는 질병 방어를 포함한 다양한 기능을 수행하는 다양한 유전자를 통합 할 수 있다.
효모 인공 염색체(YAC) 및 세균 인공 염색체(BAC)를 활용하는 것과 같은 이식 유전자를 만드는 대체 방법은 예측할 수 없는 문제를 야기한다. 이러한 벡터에 의해 도입된 유전 물질은 다양한 발현 수준을 유발할 뿐만 아니라 삽입물도 원래의 게놈을 파괴한다. 인간 인공 염색체는 완전히 별개의 염색체이기 때문에 이와 관련하여 다르다. 기존 유전 물질과의 이러한 분리는 삽입 돌연변이가 발생하지 않는다고 가정한다. 이러한 안정성과 정확성 덕분에 인간 인공 염색체는 바이러스 벡터, 효모 인공 염색체 및 세균 인공 염색체와 같은 다른 방법보다 선호된다. 인간 인공 염색체는 바이러스 벡터로 가능한 것보다 더 많은 DNA (촉진 유전자 및 유전자 복제수 변이)의 전달을 허용한다.
효모 인공 염색체 와 세균 인공 염색체는 1997년에 처음 개발된 인간 인공 염색체보다 먼저 만들어졌다. 인간 인공 염색체는 유전자 전달 벡터, 인간 염색체 기능을 설명하는 도구 및 인간 게놈에 능동적으로 주석을 달 수 있는 방법으로 발현 연구에 유용하다.

## 설계 방법
현재 인간 인공 염색체 벡터 생성을 위해 허용되는 두 가지 모델이 있다. 첫 번째는 자연적인 인간 염색체를 변경하여 미세 염색체를 만드는 것이다. 이것은 자연 염색체를 절단한 다음 Cre-Lox 재조합 시스템을 통해 고유한 유전 물질을 도입할 수 있다. 두 번째 방법은 새로운 염색체에 de novo 벡터를 사용한다. 많은 대형 게놈 단편이 de novo 벡터에 성공적으로 통합되지 않기 때문에 de novo 인간 인공 염색체 형성과 관련된 진행이 제한되었다. de novo 벡터 형성을 제한하는 또 다른 요소는 구성에 필요한 요소, 특히 중심체 서열에 대한 지식이다. 그러나 중심체 서열과 관련된 문제가 극복되기 시작했다.

## 응용
2009년 연구에 따르면 인간 인공 염색체의 추가적인 이점, 즉 매우 큰 게놈 단편을 안정적으로 포함 할 수 있는 능력이 있다고 밝혔다. 생성된 인간 인공 염색체는 유사 분열적으로 안정하고 키메라 쥐에서 디스트로핀(Dystrophin)을 정확하게 발현시켰다. 크기가 크기 때문에 벡터에 성공적으로 통합 된 적이 없다.
2010년에는 21HAC라는 정제된 인간 인공 염색체가 보고되었다. 21HAC는 인간 21번 염색체의 제거된 사본을 기반으로 하며 인간 5번 염색체를 생성합니다. 21번 염색체의 절단은 유사 분열적으로 안정한 인간 인공 염색체를 생성했다. 또한 21HAC는 다양한 종(쥐, 닭, 인간)의 세포로 옮겨 질 수 있었다. 21HAC를 사용하여 연구자들은 단순포진바이러스 티미딘 키네이스 암호화 유전자를 종양 세포에 삽입할 수 있었다. 이 자살 유전자(Suicide Gene)는 많은 항바이러스 약물을 활성화하는 데 필요로 한다. 이러한 표적화 된 종양 세포는 건강한 세포를 포함하는 집단에서 항바이러스 약물인 간시클로비르(Ganciclovir)에 의해 성공적으로 종결되었다. 이 연구는 유전자 치료에서 인간 인공 염색체를 사용할 수 있는 다양한 기회를 열어주었다.
2011년에 연구자들은 인간 14번 염색체를 잘라 인간 인공 염색체를 만들었다. 그런 다음 Cre-Lox 재조합 시스템을 사용하여 유전 물질을 도입했다. 이 특정 연구는 기존 게놈 DNA의 일부를 남겨서 발현 수준의 변화에 중점을 두었다. 연구자들은 기존의 텔로미어 및 서브텔로미어 서열을 남김으로써 에리트로포이에틴 생산을 암호화하는 유전자의 발현 수준을 1000배 이상 증폭하였다. 또한 이 연구는 에리스로포이에틴이 적혈구의 형성을 제어하기 때문에 유전자 치료에 큰 영향을 미친다고 밝혔다.

## 같이 보기
- 플라스미드
- 코스미드
- 포스미드